# Prescott, Washington
Prescott är en ort i Walla Walla County i delstaten Washington, USA.